# Pouilly-sous-Charlieu
Pouilly-sous-Charlieu là một xã trong tỉnh Loire miền trung nước Pháp.